# Talkin' Blues
Talkin' Blues is een livealbum van de Jamaicaanse reggaegroep Bob Marley & The Wailers, uitgebracht in 1991. Het bevat live studio-opnamen uit 1973 en 1975, afgewisseld met interviewfragmenten van Bob Marley. Het grootste deel van de nummers is afkomstig van een opname die Bob Marley & The Wailers deden bij The Record Plant op 31 oktober 1973, voor het radiostation KSAN uit San Francisco. Dit zijn onder andere "You Can't Blame the Youth", gezongen door Peter Tosh, en Get Up, Stand Up, afwisselend gezongen door Marley en Tosh. De overige nummers zijn opgenomen op een optreden in het Lyceum Theatre in Londen en de interviewfragmenten zijn van de Jamaicaanse radio in 1975.

## Nummers
Alle nummers zijn geschreven door Bob Marley, behalve waar aangegeven. Alle interviewfragmenten hebben de naam "Talkin'".

| Nr. | Titel                                         | Duur |
| --- | --------------------------------------------- | ---- |
| 1.  | Talkin'                                       | 0:17 |
| 2.  | Talkin' Blues (Lecon Cogill, Carlton Barrett) | 4:38 |
| 3.  | Talkin'                                       | 0:21 |
| 4.  | Burnin' and Lootin'                           | 6:36 |
| 5.  | Talkin'                                       | 0:49 |
| 6.  | Kinky Reggae                                  | 5:08 |
| 7.  | Get Up, Stand Up (Marley, Peter Tosh)         | 4:44 |
| 8.  | Talkin'                                       | 0:57 |
| 9.  | Slave Driver                                  | 3:47 |
| 10. | Talkin'                                       | 1:31 |
| 11. | Walk the Proud Land (Bunny Wailer)            | 3:30 |
| 12. | Talkin'                                       | 0:51 |
| 13. | You Can't Blame the Youth (Tosh)              | 4:06 |
| 14. | Talkin'                                       | 0:36 |
| 15. | Rastaman Chant (traditioneel)                 | 6:23 |
| 16. | Talkin'                                       | 1:44 |
| 17. | Am-A-Do                                       | 3:07 |
| 18. | Talkin'                                       | 1:00 |
| 19. | Bend Down Low                                 | 2:41 |
| 20. | Talkin'                                       | 1:52 |
| 21. | I Shot the Sheriff                            | 7:12 |

Bob Marley · Junior Braithwaite · Beverley Kelso · Bunny Wailer · Peter Tosh · Cherry Smith · Constantine "Vision" Walker · Earl "Chinna" Smith · Aston Barrett · Joe Higgs · Earl Lindo · Carlton Barrett · Al Anderson · Alvin Patterson · Junior Marvin · Donald Kinsey · Tyrone Downie · I Threes (Rita Marley · Marcia Griffiths · Judy Mowatt)